# Glattbach (Schmiebach)
Der Glattbach ist ein linker Zufluss des auch Schmie genannten Schmiebachs im Landkreis Ludwigsburg in Baden-Württemberg. Er ist nicht zu verwechseln mit einem anderen Glattbach, der nur wenige Kilometer im Südwesten in den Kreuzbach mündet.

## Name
Der Name leitet sich vom althochdeutschen Adjektiv glat für 'hell, klar, glatt' ab und nimmt Bezug auf das klare Wasser.

## Geographie

### Verlauf
Der etwa 8 km lange Glattbach entspringt als Brünnlesbach zwischen Illingen und Schützingen, 200 m östlich der Quelle des Sulzbachs und 600 m südwestlich des Schrecksteins (383,6 m ü. NHN). Er fließt zuerst in östlicher, dann zunehmend in südöstlicher Richtung. Nach der Ortslage von Ensingen knickt der Lauf zwischen dem Ensinger See und der Westflanke des Bartenbergs nach Süd-Südwest ab, fließt am Westrand von Kleinglattbach entlang, wo er nun schon Glattbach heißt, unterquert den neuen Bahnhof Vaihingen an der Schnellfahrstrecke Mannheim–Stuttgart und streift dabei das Gelände des ehemaligen KZ Vaihingen. Der Bach mündet am Abzweig der L 1125 von der B 10 vor der Südostspitze eines Muschelkalkbruchs in die Schmie, nur 600 m vor deren eigener Mündung in die Enz.

### Einzugsgebiet
Der Glattbach entwässert ein Einzugsgebiet von 14,7 km² Größe, dessen oberster Teil dem Bergzug Stromberg im Naturraum Strom- und Heuchelberg angehört, wo das Gewässer selbst an der Unterraumgrenze zwischen dem Stromberg und dem Südlichen Strombergvorland entspringt. Danach gehört der größere Teil zum Neckarbecken, überwiegend zu dessen Unterraum Südliches Strombergvorland, das mündungsnähere Stück dagegen zur Metterplatte.
Der naturräumlichen Aufteilung korrespondieren etwa die im Einzugsgebiet anstehenden geologischen Schichten. In der Berglandschaft des bewaldeten Heuchelbergs stehen die höheren Schichten des Mittelkeupers an bis hinauf zum Stubensandstein (Löwenstein-Formation) auf dem Fleckenwald-Kamm, im Strombergvorland liegt zuoberst fast überall der Gipskeuper (Grabfeld-Formation), auf der Metterplatte über Lettenkeuper (Erfurt-Formation) und zuletzt mündungsnah dem Oberen Muschelkalk zumeist Lösssediment aus quartärer Ablagerung. Eine kurze, den Bachlauf querende Störung nach der Bahnstrecke versetzt Lettenkeuper im Nordosten gegen Oberen Muschelkalk im Südwesten.
Die bedeutendste Wasserscheide liegt im Norden auf dem Kamm im Großen Fleckenwald, in dessen Verlauf im Nordwesten nahe der Quelle auf dem Schreckstein (383,6 m ü. NHN) und im Nordosten an dessen spornförmigen Ende auf dem Eselsberg (bis 394,3 m ü. NN) auch die größten Höhen erreicht werden. Hinter dieser Wasserscheide fließt zunächst recht nahe und parallel die Metter, die erst vom Eselsberg an mit dem Horrheimer Graben und dann weiter entlang der nordöstlichen Wasserscheide bis zum Aischbach jenseits des Bartenbergs (261,6 m ü. NHN) einigermaßen bedeutende Zuflüsse von der Scheide her hat. Das Gebiet hinter der kurzen Einzugsgebietsgrenze im Süden entwässert unmittelbar der große Schmie-Vorfluter Enz. Im nördlichen Vaihingen knickt die Wasserscheide in nordwestliche Richtung um, auf diesem Abschnitt bis zurück zum Nordwesteck konkurrieren überwiegend die weiter oben in die Schmie mündenden Bäche Erbbach und Sulzbach.

### Zuflüsse und Seen
Der selbst bis hin an den Ortseingang von Ensingen unbeständig wasserführende Glattbach erfährt bis nach dem Dorf auch keinerlei bedeutenden Zufluss. Am Beginn seiner Rechtswende liegt ein dauerhaft eingestautes Hochwasserrückhaltebecken mit einer Fläche von 1,8 ha rechts am Lauf, dem auf derselben Seite zwei Teiche von unter 0,4 ha und wenig über 0,1 ha folgen; dem zweiten gegenüber mündet ein unter 0,9 km langer Bach aus einer Mulde im Waldgebiet um den Bartenberg, der dort einen Teich von unter 0,1 ha Fläche entwässert. Nach weiteren nur unbeständigen Zuläufen nimmt der Glattbach dann nach Unterqueren eines stillgelegten Abschnitts der Württembergischen Westbahn weniger als 0,8 km vor seiner Mündung seinen größten Nebenfluss auf, den aus dem Osten heranfließenden, 2,3 km langen Hungerbach, der ein Teileinzugsgebiet von 3,8 km² zu dem des Glattbachs beiträgt.

### LUBW
Amtliche Online-Gewässerkarte mit passendem Ausschnitt und den hier benutzten Layern: Lauf und Einzugsgebiet des Glattbachs

Allgemeiner Einstieg ohne Voreinstellungen und Layer: Daten- und Kartendienst der Landesanstalt für Umwelt Baden-Württemberg (LUBW) (Hinweise)
1. ↑  Höhe nach dem Höhenlinienbild auf dem Hintergrundlayer Topographische Karte.
2. 1 2 3 4  Höhe nach grauer Beschriftung auf dem Hintergrundlayer Topographische Karte.
3. 1 2  Länge nach dem Layer Gewässernetz (AWGN).
4. ↑  Einzugsgebiet aufsummiert aus den Teileinzugsgebieten nach dem Layer Basiseinzugsgebiet (AWGN).
5. 1 2 3 4  Seefläche nach dem Layer Stehende Gewässer.
6. ↑  Länge abgemessen auf dem Hintergrundlayer Topographische Karte.
7. ↑  Einzugsgebiet nach dem Layer Basiseinzugsgebiet (AWGN).

### Andere
1. ↑  Albrecht Greule: Deutsches Gewässernamenbuch. Walter de Gruyter, Berlin / Boston 2014, ISBN 978-3-11-057891-1, S. 178, „²Glattbach“ (Auszug in der Google-Buchsuche).
2. ↑  Friedrich Huttenlocher, Hansjörg Dongus: Geographische Landesaufnahme: Die naturräumlichen Einheiten auf Blatt 170 Stuttgart. Bundesanstalt für Landeskunde, Bad Godesberg 1949, überarbeitet 1967. → Online-Karte (PDF; 4,0 MB)
3. ↑  Geologie nach geoviewer.bgr.de. Einen gröberen Überblick verschafft auch: Mapserver des Landesamtes für Geologie, Rohstoffe und Bergbau (LGRB) (Hinweise)